# Ilustração Popular
Ilustração Popular: crónica semanal publicou-se semanalmente em Lisboa em 1884, num total de 26 números, distinguindo-se de outras revistas ilustradas pela ausência de publicidade e apregoando ser redigida por uma Sociedade de Homens Sem Letras. Assume um escrita de crítica social e apresenta-se como uma publicação especialmente destinada às classes laboriosas. Teve duração de 6 meses. Alguns dos colaboradores foram: Adelino Veiga, Fernando Caldeira,  Maria Amália Vaz de Carvalho, João de Deus, José Simões Dias e a título póstumo, Augusto Lima, Marquesa de Alorna e Bocage; quanto à colaboração artística, assinam, entre outros, Columbano Bordalo Pinheiro e João Ribeiro Cristino.